# 11875 Rhône
För andra betydelser, se Rhone (olika betydelser).
11875 Rhône eller 1989 YG5 är en asteroid i huvudbältet som upptäcktes den 28 december 1989 av den belgiske astronomen Eric W. Elst vid Haute-Provence-observatoriet. Den är uppkallad efter floden Rhône.
Asteroiden har en diameter på ungefär 22 kilometer.